# ألكمار
ألكمار Alkmaar  بلدية هولندية تقع في مقاطعة شمال هولندا. تبعد نحو 20 كم من العاصمة أمستردام. تشتهر بسوقها التقليدي لعرض وبيع الجبن، وتعتبر وجهة مفضلة للسياح.

## طوبوغرافيا
خريطة طوبوغرافية هولندية لبلدية ألكمار، يونيو 2015، (تقرأ بعد ثلاث نقرات على الخريطة).

## معرض صور

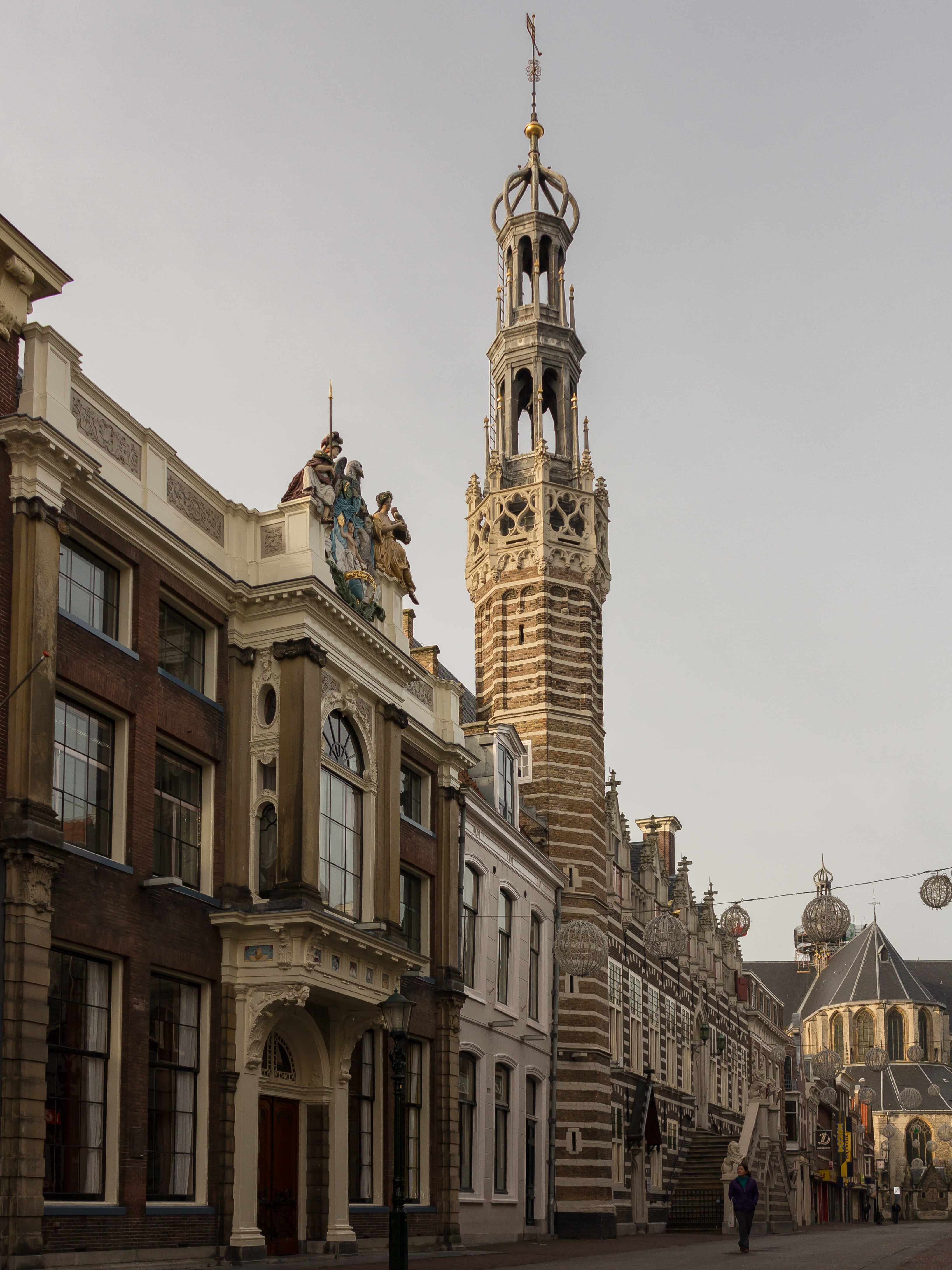
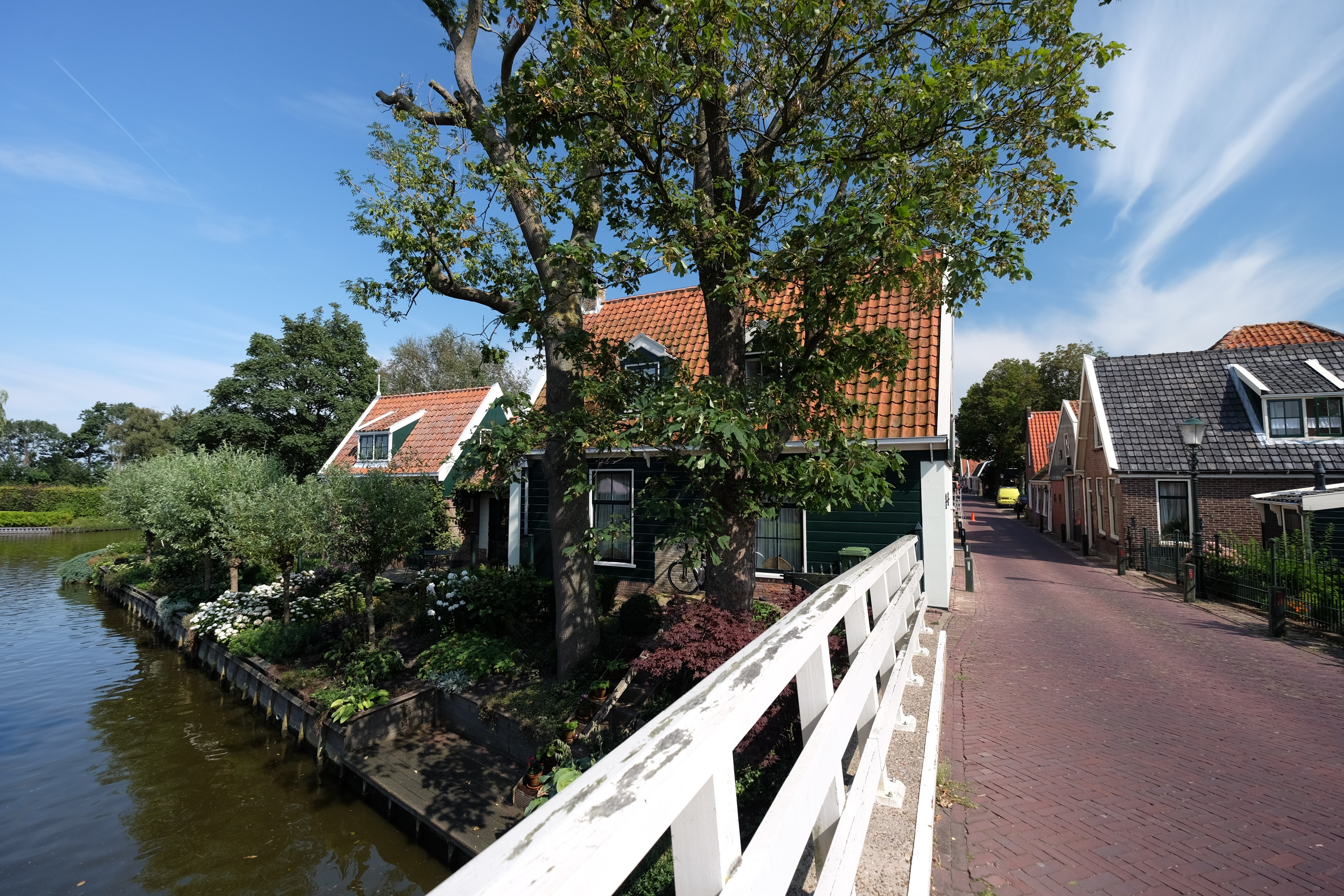
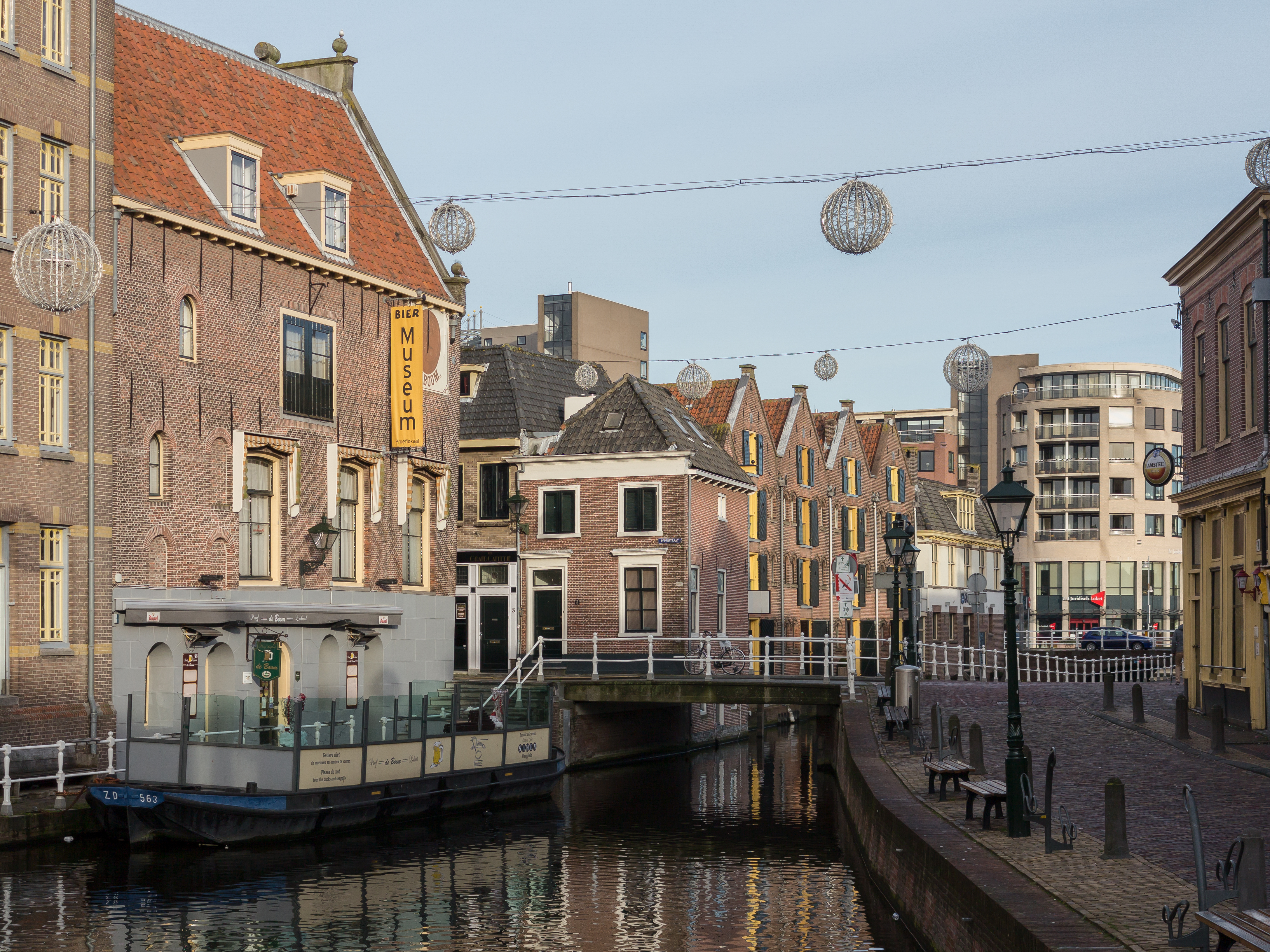
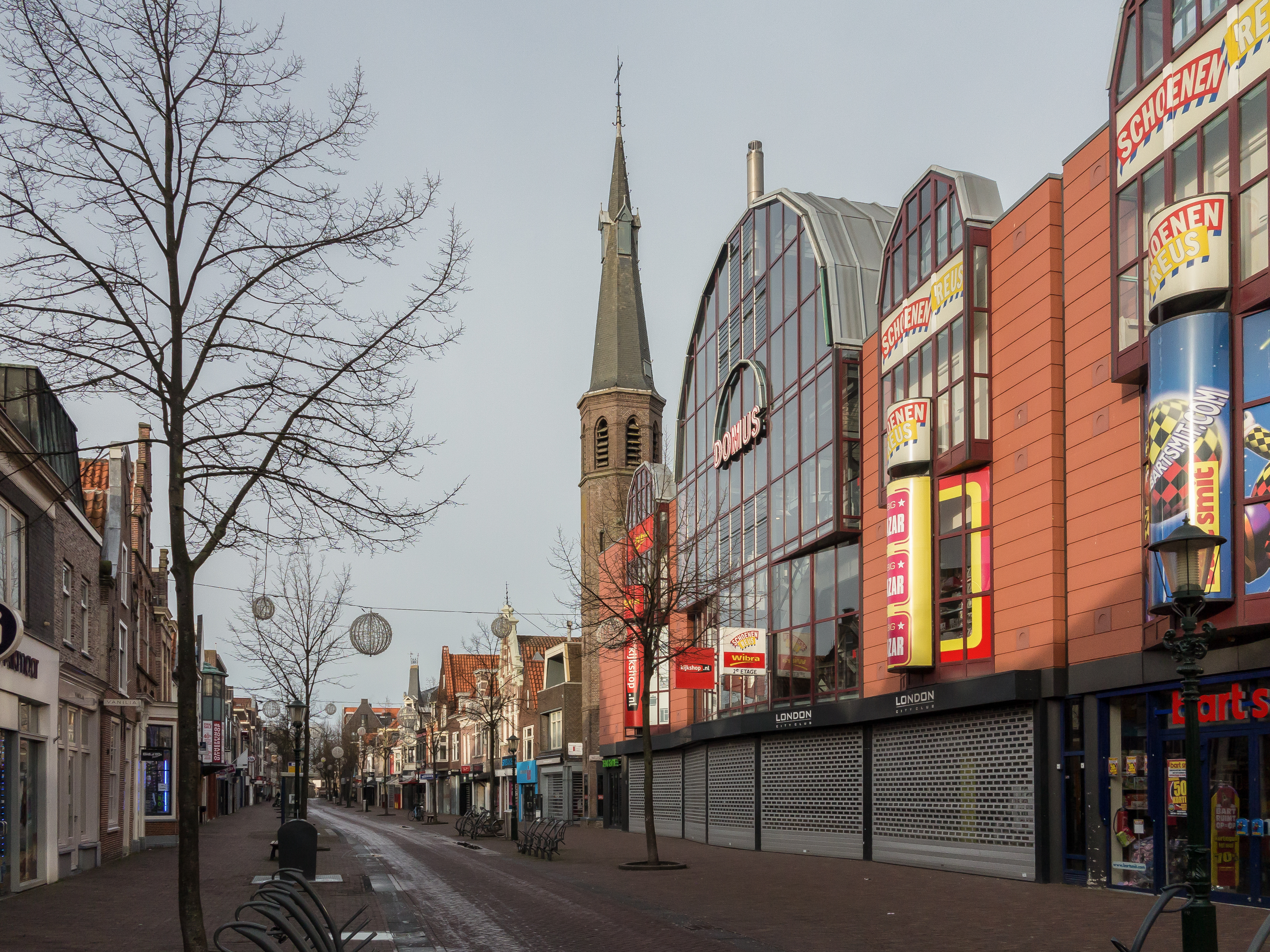
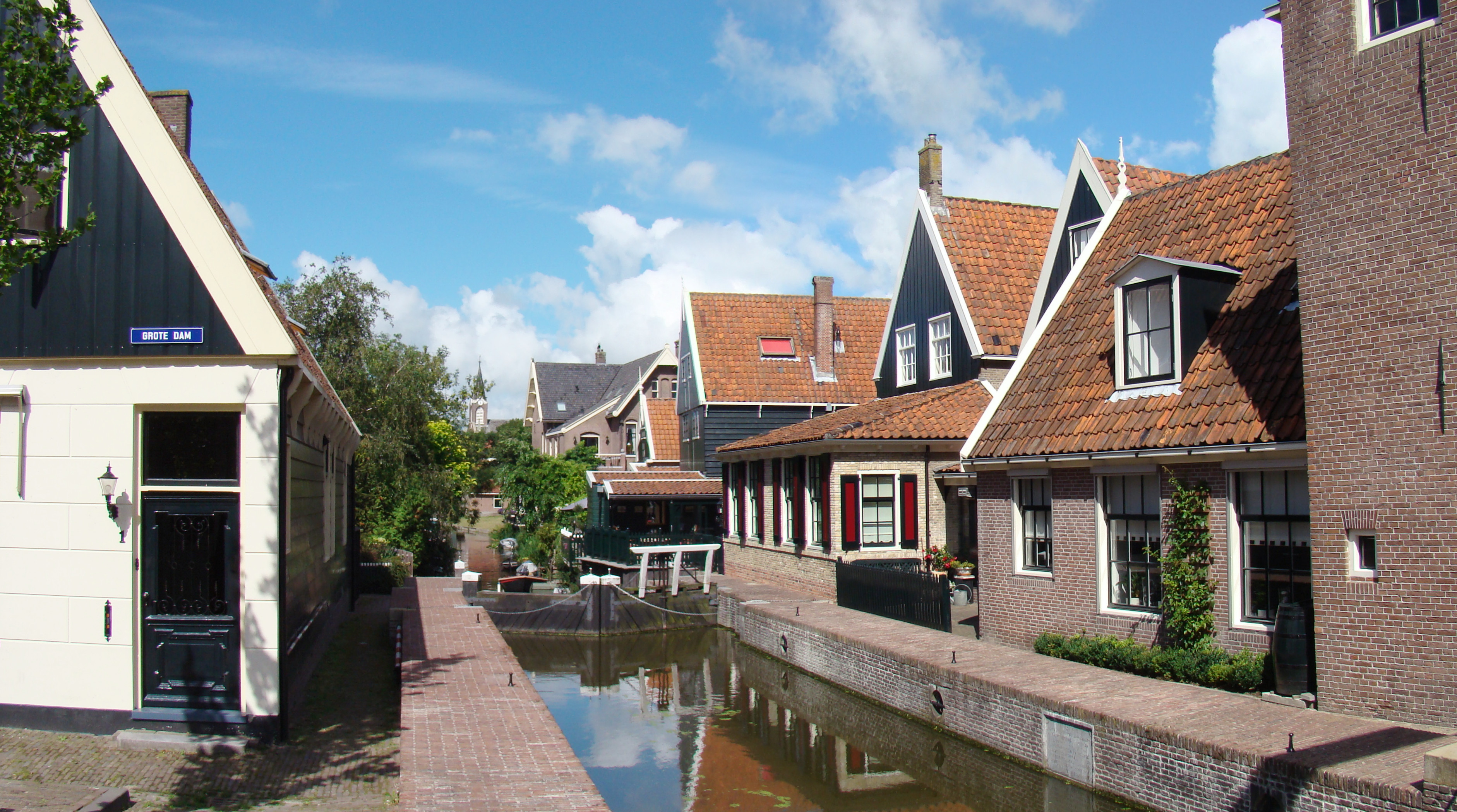
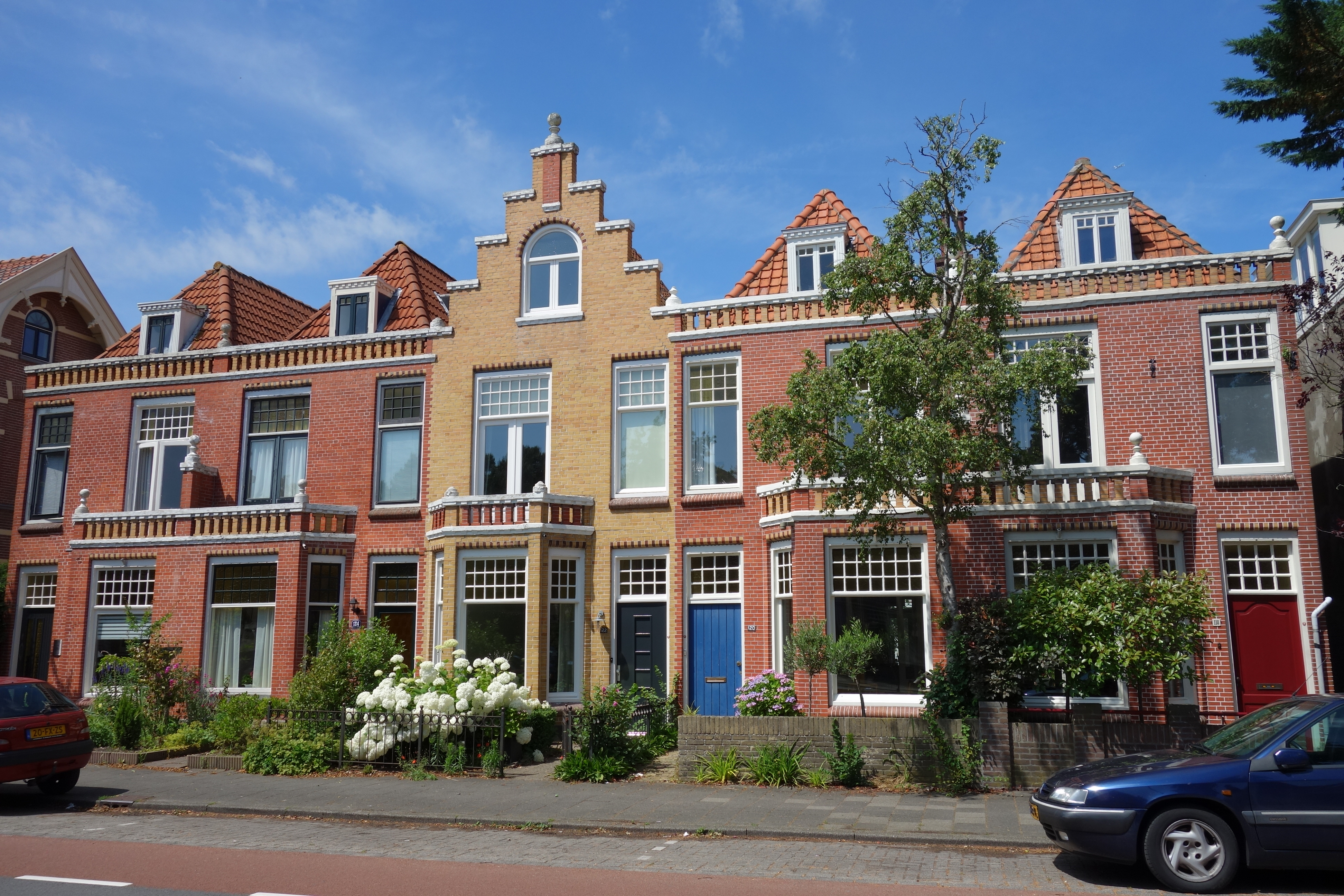

## توأمة
لألكمار اتفاقيات توأمة مع كل من:
- برغاما (2001 - )[9]
- باث
- دارمشتات (1958 - )
- تروا
- تاتا

## أعلام
- ستيفن دي جونغ
- فرانسيسكا دوارتي
- ليه تالبوت
- توم سيكس
- يوهانس ديرك بلومن
- جوشوا يوحنا
- سيميون تن هولت
- ويليم بلاو
- ويسلي هوديت